# Torre Zalabar
La torre Zalabar, también conocida como torre de Cruz de Zalabar, torre de la Cruz del Salvar o torre Salabar, es una torre almenara situada en el municipio español de Almonte, en la provincia de Huelva. Se trata de una de las construcciones pertenecientes a la antigua red de torres de vigilancia costera ubicadas por todo el sur del litoral español. Se sitúa entre la Torre Carbonero y la Torre de San Jacinto. Desde 1985 está declarada como Bien de Interés Cultural.

## Historia
En el siglo XVI, Felipe II encargó la fortificación de las costas occidentales de Andalucía, desde el Estrecho de Gibraltar hasta Ayamonte, completando el proyecto iniciado en la vertiente mediterránea de la península Ibérica y que comenzó durante el reinado de su padre, Carlos I.

## Descripción
Desde la costa parece que la torre se encuentra en buen estado. Sin embargo, por el otro lado la torre está en ruinas, debido a un defecto en su trazado. Desde 1756 existe constancia de que parte de la torre se había derruido.